# Емганн
Емганн — лівий бретонський націоналістичний рух у Бретані, Франція. Заснований в 1981 році, він незабаром став одним з головних рухів, що агітують за незалежність Бретані. Вони називають себе «лівим незалежним рухом», який «бореться за емансипацію та національне визволення бретонського народу та його пряме представництво в європейських органах влади».
У 2009 році частково розчинився в русі Breizhistance.

## Походження
Емганн виходить із третього Емсава, відродження бретонського націоналізму як лівого руху після 1960-х років. Він описує себе як антикапіталістичний і антирасистський рух. Він створений у 1981 році радикальними бойовиками в межах руху за незалежність Бретонської Республіки після раптових змін у французькій політиці, спричинених виборами лівого уряду в 1981 році. Невдовзі після обрання уряд Міттерана амністував дев'ятнадцять бретонських бойовиків, які на той час ще перебували у в'язниці, скасувавши одну з політичних вимог бретонських націоналістів. Між їх звільненням і встановленням лівого уряду в Парижі лівий націоналізм почав зменшуватися в Бретані, і Емганн був заснований значною мірою у відповідь на цю зміну політичного клімату.
Маніфест Емганна 1988 року також наголошує на важливості солідарності з іншими національно-визвольними рухами, наводячи як приклад баскських націоналістів.
Однією з особливостей Емганна є його відмова від будь-яких контактів із визнаними французькими політичними партіями та його нетипова модель вербування. Наприкінці 1990-х років його майже не було в університетах — традиційному вербувальному центрі французьких радикальних політичних рухів — натомість він мав тенденцію вербувати нових членів у міських районах, особливо серед молодих безробітних і малозайнятих. У результаті войовничість руху пропорційна слабкості місцевої економіки.
У 1995 році Емганн організував свято бретонської нації під назвою Devezh Ar Vro. Рух також видає журнал під назвою Combat Breton, який наразі редагує Ян Пуйландр.

## Зв'язок з Бретонською революційною армією
Лідери Емганна твердять, що «Емганн не є легальним рупором ARB» (Armée Révolutionnaire Bretonne — Бретонська революційна армія). ARB є збройним відділенням Front de Libération de la Bretagne (Бретонський фронт визволення) — забороненої організації, яку французьке законодавство вважає терористичною групою. Попри те, що Emgann заперечує будь-який формальний зв'язок між двома організаціями, в його офіційних заявах ARB названо «організацією патріотичного опору», а їхній журнал Combat Breton публікує пресрелізи ARB.
Емганн стверджує, що не схвалює насильницькі дії ARB, але й не засуджує, розглядаючи їх як «логічний наслідок колонізаційної французької держави та відчаю молодих бретонців». Однак кілька членів Emgann були заарештовані та засуджені французькими судами як співучасники крадіжки кількох тонн вибухівки з бретонської компанії в Плевені (Кот-д'Армор) у 1999 році. За цією крадіжкою була серія вибухів, які приписують ARB, зокрема й вибух у McDonald's у Кевері (Кот-д'Армор). Зрештою з колишнього прессекретаря Емганна зняли обвинувачення у змові з метою вчинення терористичних актів для вибухів у Кевері та інших місцях. Однак, оскільки багато обвинувачених перебували під вартою протягом кількох років до суду, багатьох звільнили, бо термін їх ув'язнення був меншим за час перебування під вартою. Один підозрюваний оскаржив вирок до Європейського суду з прав людини. Ці тривалі затримки та інші заявлені порушення в судовому процесі призвели до того, що Емганн засудив їх як «пародію».

## Цілі
- Возз'єднання Атлантичної Луари з Бретанню
- Офіційне визнання бретонського народу та бретонської мови
- Звільнення бретонських політичних в'язнів